# Pareulype directaria
Pareulype directaria là một loài bướm đêm trong họ Geometridae.